# Тепловой расходомер
Тепловой расходомер — расходомер, в котором для измерения скорости потока жидкости или газа используется эффект переноса тепла от нагретого тела подвижной средой.
Различают калориметрические и термоанемометрические расходомеры.

## Калориметрические расходомеры

Принцип работы теплового калориметрического расходомера

В калориметрических расходомерах происходит нагревание или охлаждение потока внешним источником тепла, который создаёт в потоке разницу температур, по которой определяют расход.
Если пренебречь потерями тепла из потока через стенки трубопровода в окружающую среду, то уравнение теплового баланса между теплом, генерируемым нагревателем, и теплом, переданным потоку, приобретает вид:
{\displaystyle q_{t}=k_{0}Q_{M}c_{p}\Delta T,}
где {\displaystyle k_{0}} — поправочный множитель на неравномерность распределения температур по сечению трубопровода;
{\displaystyle Q_{M}} — массовый расход в потоке;
{\displaystyle c_{p}} — удельная теплоёмкость (для газа — при постоянном давлении);
{\displaystyle \Delta T=T_{2}-T_{1}} — разница температур между датчиками ({\displaystyle T_{1}} и {\displaystyle T_{2}} — температуры потока до и после нагревателя).
Тепло к потоку в калориметрических расходомерах подводят обычно электронагревателями, для которых
{\displaystyle q_{t}=0,24I^{2}R,}
где I — сила тока через нагревательный элемент;
R — электрическое сопротивление нагревателя.
На основе этих уравнений статическая характеристика преобразования, которая связывает перепад температур на сенсорах с массовым расходом, приобретёт вид:
{\displaystyle Q_{M}={\frac {0,24I^{2}R}{k_{0}c_{p}\Delta T}}.}

## Термоанемометрические расходомеры

Конструкция термоанемометрического расходомера: 1 — датчик температуры нагревательного элемента; 2 — нагревательный элемент; 3 — датчик температуры потока.

Принцип работы термометрического анемометра связан с использованием конвекционного переноса тепла подвижной средой от нагретой поверхности. Чувствительным элементом такого анемометра является нагретая проволока или поверхность, обычно из платины или вольфрама. Подогрев элемента обычно осуществляется постоянным током, проходящим через него с поддержанием постоянной температуры элемента. Иногда можно встретить конструкции с непрямым подогревом измерительной проволоки. Для определения скорости потока в приборе измеряется конвекционный перенос тепла от проволоки, который является функцией от скорости движения среды, омывающей элемент.
Обычно проволока промышленных термоанемометров для измерений в газовых потоках имеет 4-10 мкм в диаметре и длину 1 мм. Другой конструкцией является поверхностный чувствительный элемент с подкладкой из жаростойкого стекла с напылённым покрытием или фольгой из платины.
Уравнение теплового баланса на нагревателе можно записать в виде:
{\displaystyle I^{2}R_{W}=hA_{W}\Delta T,}
где
{\displaystyle I} — сила электрического тока, проходящего через нагревательный элемент;
{\displaystyle R_{W}} — электрическое сопротивление нагревательного элемента;
{\displaystyle h} — коэффициент теплообмена нагревательного элемента;
{\displaystyle A_{W}} — площадь поверхности нагревателя, омываемая подвижной средой;
{\displaystyle \Delta T=T_{1}-T_{2}} — разница температур нагревателя и среды.
Так как сопротивление {\displaystyle R_{W}} нагревателя зависит от температуры
{\displaystyle R_{W}=R_{c}[1+\alpha (T_{1}-T_{1}^{c})],}
где
{\displaystyle \alpha } — Температурный коэффициент электрического сопротивления;
{\displaystyle R_{c}} — величина электрического сопротивления при температуре калибровки;
{\displaystyle T_{1}^{c}} — температура калибровки.
Коэффициент теплообмена h является функцией скорости потока V и может быть описан эмпирической зависимостью:
{\displaystyle h=a+bV^{c},}
где: a, b, c — постоянные, определяемые при калибровке датчика (c = 0,5). На основе записанных уравнений можно определить скорость потока, а значит и расхода:
{\displaystyle V=\left(\left[{\frac {I^{2}R_{c}[1+\alpha (T_{1}-T_{1}^{c})]}{A_{W}\Delta T}}-a\right]/b\right)^{\frac {1}{c}}}
К преимуществам термоанемометрического метода измерения относятся высокая чувствительность, высокое быстродействие, простота конструкции. Недостатки: достоверная работа возможна только в чистых потоках с неизменными теплофизическими характеристиками и необходимость очищения элемента от загрязнений.